# 性学もち
性学もち（せいがくもち）は、千葉県の郷土料理。江戸時代末期に大原幽学が考案した。
つきぬきもちとも呼ばれる。性学もちを筒状にして切り分けて食べる地域もあり、棒もちとも呼ばれる。

## 概要
もち米ではなく、うるち米を使用した餅のような料理である。うるち米は粉にせずにそのまま二度蒸し、餅を作るときと同様に臼と杵でうるち米を搗いてつくる。現代では電動餅つき機を使用して作ることも可能。つきたての性学もちの歯ごたえは一般の餅と団子の間ぐらいとなる。
もち米でつくる餅と比べた場合、かたくならないことと保存性に優れていることが特徴である。調理する場合には、汁物に入れても炒めても溶け難いので加工も容易である。また、喉に詰まる心配がないため、高齢者にも安心と言える。
「大原幽学性学もち」の名称で登録商標が登録されている。

## 発祥
当時、もち米は高額であり、農民が食べることは難しかったので大原幽学は農民にも餅のようなものを食べさせたいと考え、試行の末に考案した。「性学」は大原幽学が教えた学問の名前である。
米どころだった旧・香取郡や海匝地域（旧・海上郡と旧・匝瑳郡）の米農家を中心に広まった。

## 類似する料理
以下の料理が性学もちを筒状にした棒もちに類似する。
- きりたんぽ[2] - 同じうるち米の加工品。
- トッポギ[2] - 食感が似る。韓国料理店が棒もちを仕入れていることもある。